# Bleekmiddel

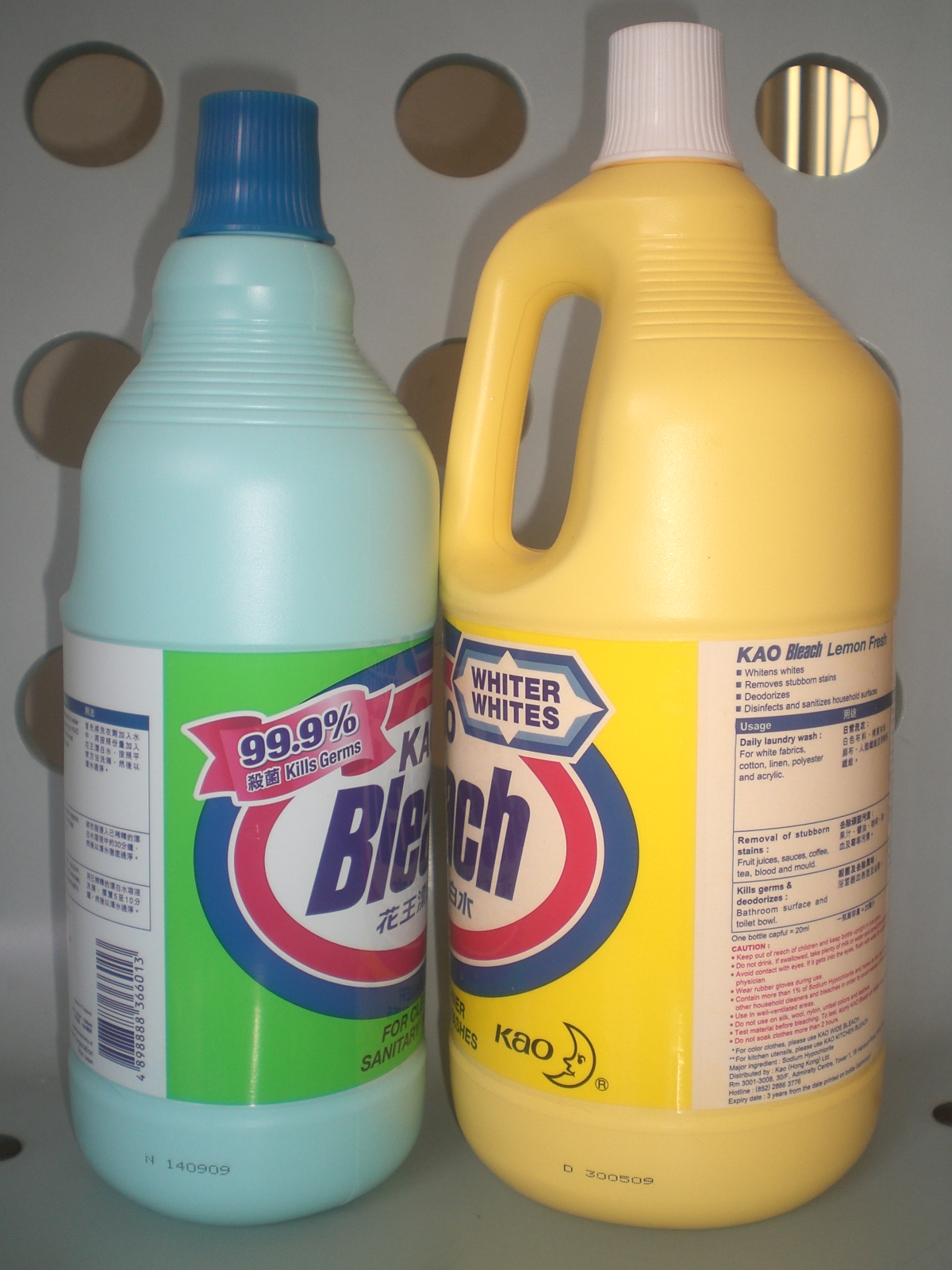
Flessen bleekmiddel voor huishoudelijk gebruik

Bleekmiddelen zijn middelen om materiaal te bleken: zij breken namelijk de kleurstoffen af. Ze worden gebruikt om textiel of papier tijdens productie te bleken, of om haar te bleken. In wasmiddelen zit ook vaak een kleine hoeveelheid bleekmiddel.
Voorbeelden van bleekmiddelen:
- Bleekloog (met natriumhypochloriet als actieve component)
- Natriumperoxide
- Waterstofperoxide
- Ammoniumpersulfaat
- Natriumpersulfaat